# Gorlago
Gorlago (lombardul: Gorlàgh) település Olaszországban, Lombardia régióban, Bergamo megyében. Lakosainak száma 5149 fő (2023. január 1.). Gorlago Montello, Trescore Balneario, Carobbio degli Angeli, Costa di Mezzate, Bolgare és San Paolo d’Argon községekkel határos.

## Népesség
A település lakossága az elmúlt években az alábbi módon változott:
| Lakosok száma | 5168 | 5188 | 5149 |
|               | 2017 | 2018 | 2023 |